# José Bosingwa
José Bosingwa (født 24. august 1982 i Mbandaka, Zaire) er en tidligere fodboldspiller fra Portugal, der spillede som venstre back. Han spillede gennem karrieren for blandt andet FC Porto, Chelsea, Queens Park Rangers og Trabzonspor.
Bosingwa nåede i sin tid som landsholdsspiller at spille 24 kampe for Portugals landshold, som han debuterede for den 2. juni 2007 i et opgør mod Belgien. Han har siden da repræsenteret Portugal ved EM i 2008.